# Маргінтуй
Маргінту́й (рос. Маргинтуй) — село у складі Красночикойського району Забайкальського краю, Росія. Входить до складу Великоріченського сільського поселення.

## Населення
Населення — 3 особи (2010; 6 у 2002).
Національний склад (станом на 2002 рік):
- росіяни — 100 %